# Tiny Toon Adventures 2: Montana's Movie Madness
Tiny Toon Adventures 2: Montana's Movie Madness è un videogioco a piattaforme sviluppato dalla Konami per la console portatile Game Boy in bianco e nero, uscito nel 1993. È stato commercializzato in Giappone come Tiny Toon Adventures 2: Buster Bunny no Kattobi Daibouken.

## Trama
Montana Max ha aperto un nuovo teatro in Acme Acres, i film che mostra sono solo quellì in cui lui è l'eroe e Buster Bunny è il cattivo. Tocca a Buster Bunny entrare nel film e cambiare le trame. Buster è assistito dal folle Gogo Dodo che lo incontrerà in ogni film, dove può ottenere assistenza da ciascuno dei suoi amici. Al termine di ogni tappa, Montana Max appare in un costume a tema per ogni film, come boss di fine livello. Naturalmente, altri celebri nemici di Buster cercheranno di fermarlo.
Il gioco prevede 5 film-mondi:
1. Western Stage
2. Samurai Stage
3. Future Stage
4. Horror stage
5. Un mix dei 4 film